# فهرست مدنی
فهرست مدنی (انگلیسی: Civil list) فهرستی دولتی در بریتانیا و مستعمرات سابق آن چون کانادا، هند و غیره است که اسامی افرادی را شامل می‌شود که به دلیل کار دولتی یا به عنوان مزایای بازنشستگی از دولت پول می‌گیرند.